# Dale Case
Dale Case (* 15. Mai 1938 in Los Angeles) ist ein US-amerikanischer Animator und Filmregisseur.

## Leben
Case kam als Sohn des Animators Brad Case (1912–2006) in Los Angeles zur Welt. Er erlernte das Animationshandwerk von seinem Vater, der unter anderem bei Walt Disney als Zeichner arbeitete. Case arbeitete seit den 1960er-Jahren zunächst im Fernsehbereich und war an der Serie King Leonardo and His Short Subjects beteiligt. In den CanaWest Studios in Vancouver animierte Case von 1965 bis 1966 die Beatles-Kurzfilme Long Tall Sally, I Don’t Want to Spoil The Party, Do You Want to Know a Secret, Misery und I’ll Follow The Sun der Trickserie The Beatles. Anschließend war er bei DePatie-Freleng Enterprises tätig und animierte unter anderem Filme der Rosaroten-Panther-Reihe. Mit Robert Mitchell produzierte er den animierten Kurzfilm The Further Adventures of Uncle Sam: Part Two, bei dem beide auch Regie führten. Sie erhielten 1971 für den Film eine Oscarnominierung in der Kategorie Bester animierter Kurzfilm. Neben zahlreichen Trickserien war Case in der Folge auch an Fortsetzungen oder Spin-offs erfolgreicher Disney-Trickfilme als Animator beteiligt, darunter an Dschafars Rückkehr (1994), Aladdin und der König der Diebe (1996),  Pocahontas 2 – Die Reise in eine neue Welt (1998) sowie Belles zauberhafte Welt (1998), bei dem Case auch Regie führte.

## Filmografie
- 1960: King Leonardo and His Short Subjects (TV-Serie)
- 1963: Der rosarote Panther (The Pink Panther)
- 1965–1966: The Beatles (TV-Serie, fünf Folgen)
- 1966: The Pink Blueprint
- 1966: Pink, Plunk, Plink
- 1966: Pink-A-Boo
- 1966: The Road Runner Show (TV-Serie)
- 1966: The Super 6 (TV-Serie)
- 1966: The Genie with the Light Pink Fur
- 1966: Sugar and Spies
- 1966: Unsafe and Seine
- 1968: The Bugs Bunny/Road Runner Hour (TV-Serie)
- 1969: Der rosarote Panther (The Pink Panther Show) (TV-Serie)
- 1970: The Further Adventures of Uncle Sam: Part Two
- 1972: Der Krieg zwischen Männern und Frauen (The War Between Men and Women)
- 1974: The Mad Magazine TV Special (TV)
- 1975: The 2000 Year Old Man (TV)
- 1985: Drawing on My Mind
- 1989: Chip und Chap – Die Ritter des Rechts (Chip’n’Dale Rescue Rangers) (TV-Serie, 15 Folgen)
- 1988–1989: Neue Abenteuer mit Winnie Puuh (The New Adventures of Winnie the Pooh) (TV-Serie, 18 Folgen)
- 1990–1991: Disneys Gummibärenbande (Disney’s Adventures of the Gummi Bears) (TV-Serie, acht Folgen)
- 1991–1992: Darkwing Duck (TV-Serie, neun Folgen)
- 1992: Petal to the Metal
- 1992: Goofy & Max (Goof Troop) (TV-Serie, zwei Folgen)
- 1992–1993: Arielle, die Meerjungfrau (The Little Mermaid) (TV-Serie, fünf Folgen)
- 1993: Bonkers, der listige Luchs von Hollywood (Bonkers) (TV-Serie, drei Folgen)
- 1994: Dschafars Rückkehr (The Return of Jafar)
- 1994–1995: Aladdin (TV-Serie, 15 Folgen)
- 1996: Aladdin und der König der Diebe (Aladdin and the King of Thieves)
- 1996: Die Dschungelbuch-Kids (Jungle Cubs) (TV-Serie, zwei Folgen)
- 1996: Quack Pack – Onkel D. und die Boys (Quack Pack) (TV-Serie, zwei Folgen)
- 1996: Hey Arnold! (TV-Serie, drei Folgen)
- 1998: Belles zauberhafte Welt (Belle’s Magical World)
- 1998: Pocahontas 2 – Die Reise in eine neue Welt (Pocahontas II: Journey to a New World)
- 1999: Winnie Puuh – Lustige Jahreszeiten im Hundertmorgenwald (Winnie the Pooh: Seasons of Giving)
- 2005: Ed, Edd, ‚n‘ Eddy (TV-Serie, eine Folge)

## Auszeichnungen
- 1971: Oscarnominierung, Bester animierter Kurzfilm, für The Further Adventures of Uncle Sam: Part Two
- 1971: Cristal d’Annecy, Festival d’Animation Annecy, für The Further Adventures of Uncle Sam: Part Two
- 1993: Emmy-Nominierung, herausragende Tricksendung, für Darkwing Duck
- 1996: Emmy-Nominierung, herausragende Leistung im Animationsbereich, für Aladdin